# Écly
Écly és un municipi francès situat al departament de les Ardenes i a la regió del Gran Est. L'any 2007 tenia 180 habitants.

## Demografia

### Població
El 2007 la població de fet d'Écly era de 180 persones. Hi havia 71 famílies de les quals 19 eren unipersonals (15 homes vivint sols i 4 dones vivint soles), 22 parelles sense fills, 26 parelles amb fills i 4 famílies monoparentals amb fills.
La població ha evolucionat segons el següent gràfic:
Habitants censats

### Habitatges
El 2007 hi havia 84 habitatges, 72 eren l'habitatge principal de la família, 8 eren segones residències i 4 estaven desocupats. 81 eren cases i 3 eren apartaments. Dels 72 habitatges principals, 58 estaven ocupats pels seus propietaris, 12 estaven llogats i ocupats pels llogaters i 2 estaven cedits a títol gratuït; 1 tenia una cambra, 5 en tenien dues, 5 en tenien tres, 9 en tenien quatre i 53 en tenien cinc o més. 61 habitatges disposaven pel capbaix d'una plaça de pàrquing. A 27 habitatges hi havia un automòbil i a 35 n'hi havia dos o més.

### Piràmide de població
La piràmide de població per edats i sexe el 2009 era:
| Homes | Edats   | Dones |
| ----- | ------- | ----- |
| 0     | 95 o +  | 0     |
| 0     | 90 a 94 | 0     |
| 0     | 85 a 89 | 0     |
| 0     | 80 a 84 | 4     |
| 4     | 75 a 79 | 0     |
| 8     | 70 a 74 | 0     |
| 8     | 65 a 69 | 16    |
| 4     | 60 a 64 | 0     |
| 4     | 55 a 59 | 4     |
| 12    | 50 a 54 | 8     |
| 4     | 45 a 49 | 4     |
| 0     | 40 a 44 | 8     |
| 12    | 35 a 39 | 4     |
| 16    | 30 a 34 | 8     |
| 0     | 25 a 29 | 0     |
| 8     | 20 a 24 | 8     |
| 0     | 15 a 19 | 8     |
| 0     | 10 a 14 | 8     |
| 8     | 5 a 9   | 4     |
| 4     | 0 a 4   | 0     |

## Economia
El 2007 la població en edat de treballar era de 105 persones, 73 eren actives i 32 eren inactives. De les 73 persones actives 60 estaven ocupades (34 homes i 26 dones) i 13 estaven aturades (5 homes i 8 dones). De les 32 persones inactives 13 estaven jubilades, 9 estaven estudiant i 10 estaven classificades com a «altres inactius».

### Ingressos
El 2009 a Écly hi havia 80 unitats fiscals que integraven 199 persones, la mediana anual d'ingressos fiscals per persona era de 13.608 €.

### Activitats econòmiques
Dels 9 establiments que hi havia el 2007, 1 era d'una empresa extractiva, 2 d'empreses de construcció, 2 d'empreses de comerç i reparació d'automòbils, 1 d'una empresa de transport, 2 d'empreses immobiliàries i 1 d'una entitat de l'administració pública.
Dels 4 establiments de servei als particulars que hi havia el 2009, 1 era un taller de reparació d'automòbils i de material agrícola, 2 paletes i 1 agència immobiliària.
L'any 2000 a Écly hi havia 16 explotacions agrícoles que ocupaven un total de 960 hectàrees.

## Poblacions més properes
El següent diagrama mostra les poblacions més properes.